# Eikan-dō Zenrin-ji
Le Eikan-dō Zenrin-ji (永観堂禅林寺) est le premier temple de la branche Seizan de la secte japonaise bouddhiste Jōdo-shū (Terre pure), situé dans l'arrondissement de Sakyō-ku à Kyoto. Fondé par Shinshō, élève de Kūkai, il est renommé pour son changement de couleur des feuilles en automne et sa prééminence passée comme centre d'enseignement.

## Noms
Le temple est communément appelé soit juste « Eikan-dō » (永観堂, « salle de la vue sur l'Éternité » ou « salle de Yōkan ») ou « Zenrin-ji » (禅林寺, « temple de la forêt de zen »). Cependant, il possède également deux autres noms. « Shōju-raigō-san » (聖衆来迎山) se traduit approximativement par « montagne à traverser pour aller aux saints » tandis que « Muryōsu-in » (無量寿院) signifie à peu près « temple de la fortune illimitée ».

## Histoire
L'histoire du temple commence lorsque le moine Shinshō, élève de Kūkai, aspire à fonder un temple consacré au culte de Gochi Nyorai, ou les cinq bouddhas de la sagesse. En 853, il acquiert la demeure de Fujiwara no Sekio à cet effet. La construction de temples est cependant interdite dans le Kyoto de l'époque et ce n'est donc que dix ans plus tard, lorsque l'approbation officielle impériale est accordée par l’empereur Seiwa, qu'est officiellement fondé le Zenrin-ji.

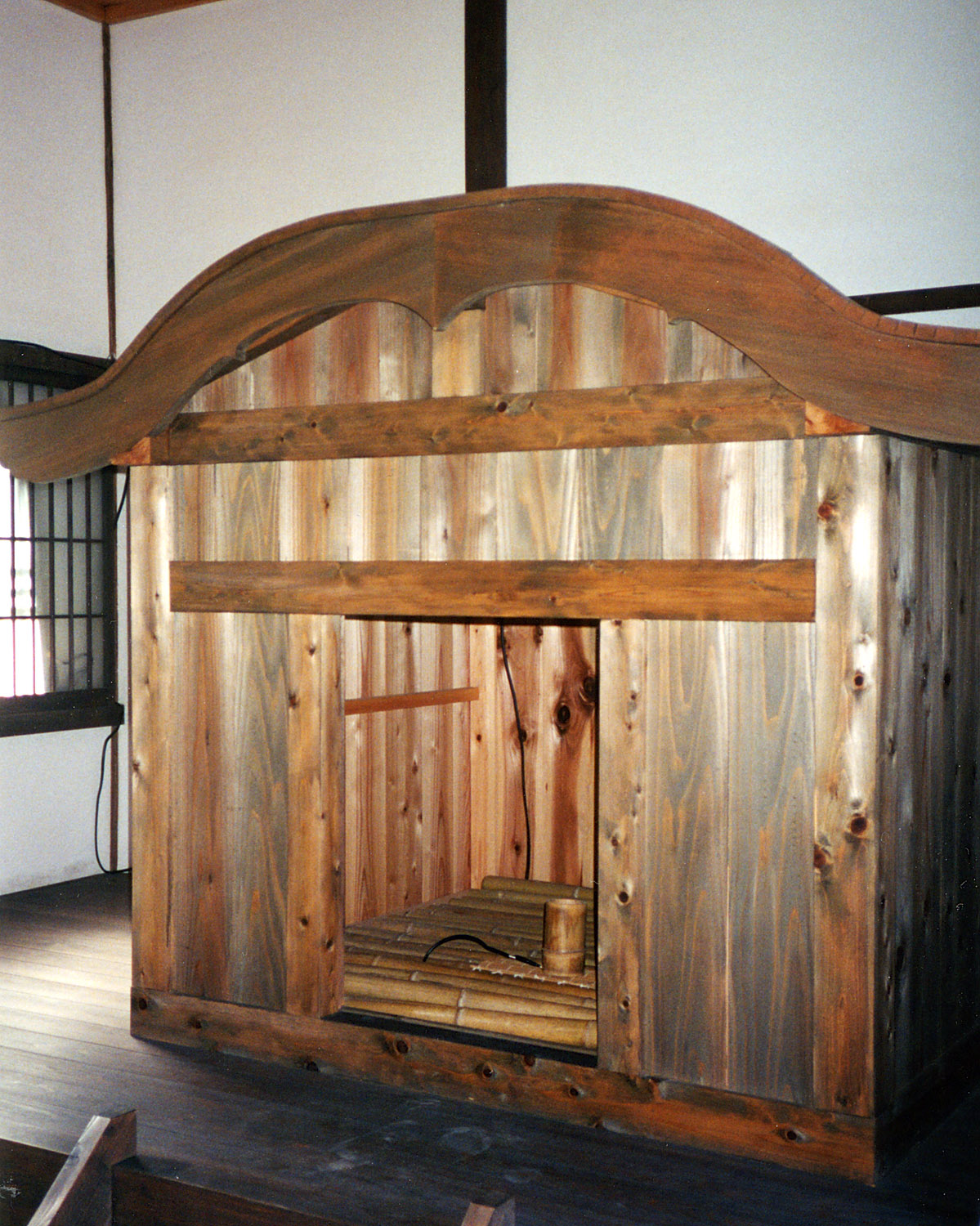
Une salle de bain qui s'apparente à un sauna moderne.

Bien que consacré originellement à la secte Shingon à compter de l'époque de Yōkan (永観, 1033-1111), le septième chef des moines, le temple commence à se tourner vers la secte Jōdo-shū, une secte officiellement créée à peu près un siècle plus tard en 1175. Yokan s'est formé dans un certain nombre de temples de différentes disciplines à Nara et est un adepte passionné d'Amida Buddha. En 1072, il établit sur cet emplacement un Yakuō-in (薬王院) qui organise les dons aux nécessiteux et les soins aux malades. Il introduit également au temple la pratique du nianfo, une pratique chinoise tout à fait nouvelle au Japon et cultive son observance parmi les moines et les fidèles.
Zenrin-ji est devenu célèbre pour sa statue insolite du bouddha Amida qui regarde par-dessus son épaule, plutôt que droit devant. Cela s'appelle « Mikaeri Amida » en japonais. Selon la tradition, à un moment donné en 1082, alors que Yōkan a cinquante ans, tandis qu'un certain nombre de moines et lui sont engagés dans la pratique d'un rituel, marchent autour de la statue et récitent des sutras, la statue d'Amida vient à la vie et quitte son estrade. Surpris, Yōkan interrompt le rituel ; le Bouddha regarde le moine par-dessus son épaule et lui dit : « Yōkan tu es trop lent. » Depuis lors, selon l'histoire, la posture de cette statue est restée telle quelle. D'autres versions de l'histoire indiquent que le Bouddha rejoint les moines dans une danse rituelle.
Le douzième moine en chef du temple, Jōhen (1166-1224), à l'origine moine Shingon comme les autres à Zenrin-ji, est un disciple de Hōnen, un des fondateurs du Jōdo-shū. Jōhen est ainsi formellement le premier prêtre du Zenrin-ji à être un croyant de cette secte naissante. Shōkū (1177-1247) lui succède en tant que moine en chef et c'est avec Shōon (1201-1271), le successeur de Shoku, que le temple devient officiellement consacré à Jōdo-shu.

## Le site

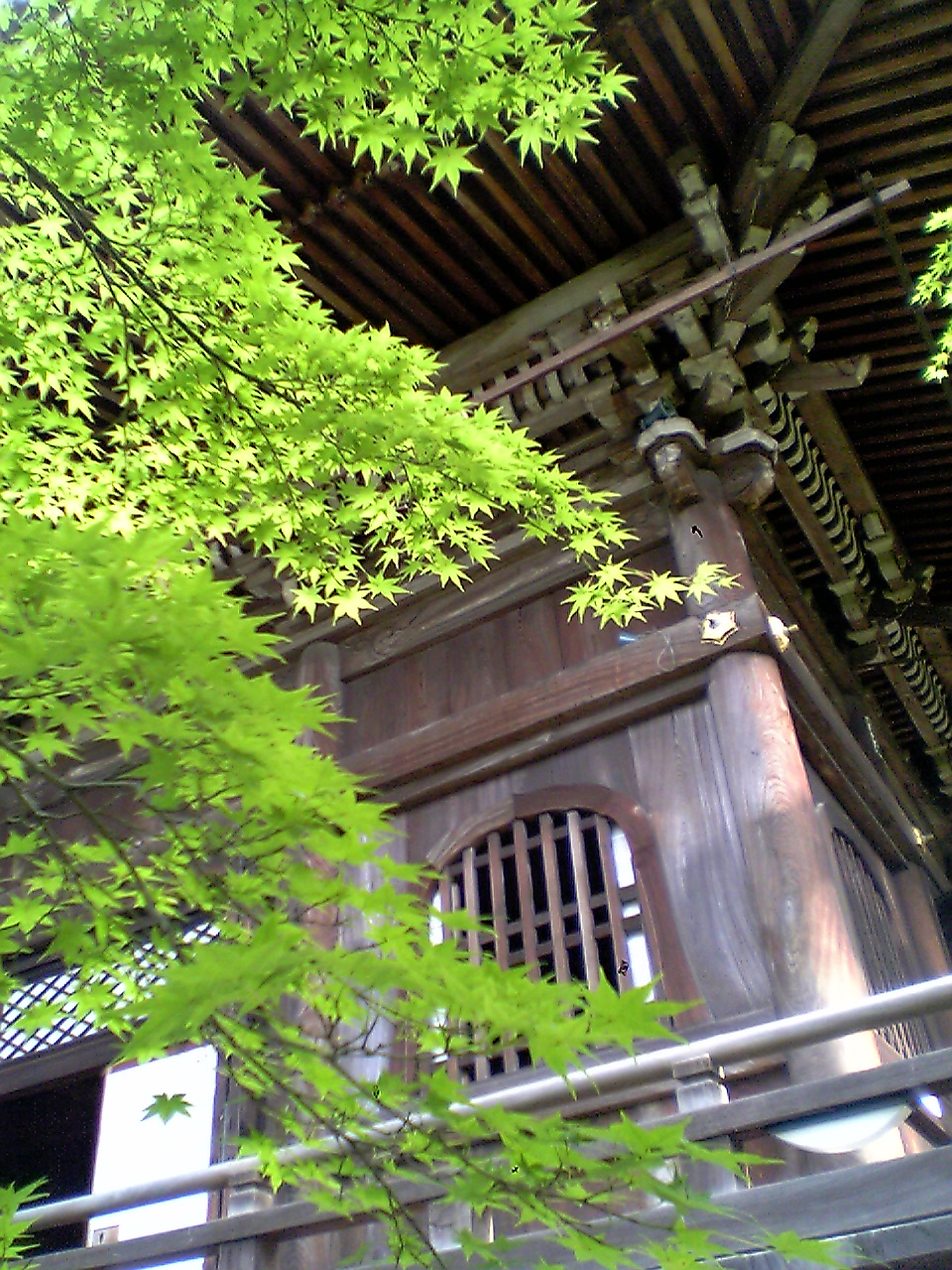
La salle du fondateur.

L'ensemble du Zenrin-ji est niché dans la montagne (Higashiyama) située à l'est de Kyoto, et ses bâtiments, la plupart d'entre eux reliés par des passerelles couvertes et des escaliers, sont dispersés parmi une série de hauteurs.
- Porte principale : le Kōrai-mon (高麗門) est nommé d'après l'ancien royaume coréen de Goguryeo (Kōrai en japonais). L'actuelle construction date de la fin de la période Edo (milieu du XIXe siècle).
- Porte intérieure : le Yakui-mon (薬医門) et le Kōrai-mon proviennent des portes de la forteresse qui a entouré le yashiki (demeure aristocratique) avant de devenir un temple. Leur placement et leur architecture reflètent encore aujourd'hui leur origine. L'actuelle structure remonte à 1744.
- Salle du fondateur (御影堂, Goe-dō) : Hōnen, le fondateur du Jōdo-shūen y est consacré et honoré. Le bâtiment actuel a été complété en 1912 et est plus grand que la salle Amida.
- Salle Amida (阿弥陀堂, Amida-dō) : c'est ici qu'est consacrée la fameuse statue d'Amida qui est le principal objet de vénération du temple. La salle est placée plus haut sur la montagne que celle du fondateur. Le bâtiment actuel a été construit au début du XVIIe siècle.
- Tahōtō : la tour du temple est située au plus haut point du complexe et offre la meilleure vue sur le paysage. La structure actuelle a été achevée en 1928.
- Chambre des grands prêtres zen (方丈, Hōjō) : en dépit de son nom, le temple Zenrin-ji n'est pas un temple du bouddhisme zen. Le complexe comprend néanmoins cette chambre des prêtres dans le style zen. Sa construction aurait été ordonnée par l'empereur Go-Kashiwabara (r. 1500-1526), mais n'aurait pas commencé avant l'époque d'Edo.

## Trésors nationaux
En plus de la fameuse statue d'Amida qui est désignée bien culturel important par l'administration japonaise en 1999, un grand nombre de trésors culturels sont réunis dans le tahōtō de Zenrin-ji. Ils se composent principalement de peintures d'une variété de sujets bouddhistes, y compris des images d'Amida Shakyamuni, de Yakushi Nyorai et du Parinirvana du Bouddha. Des peintures de Kanō Motonobu, Tosa Mitsunobu et Hasegawa Tōhaku sont également conservées au temple.
On a longtemps pensé que la statue en bois d'Amida, qui mesure 77 cm de haut, datait de l'époque de Kamakura (1185-1333) mais on estime à présent qu'elle a été façonnée un peu plus tôt au XIIe siècle de l'époque de Heian (794-1185). Ce changement dans la datation est intervenu en comparant des sculptures de la dynastie Song (960-1279) dans la province de Sichuan qui montrent de fortes similitudes dans le style.

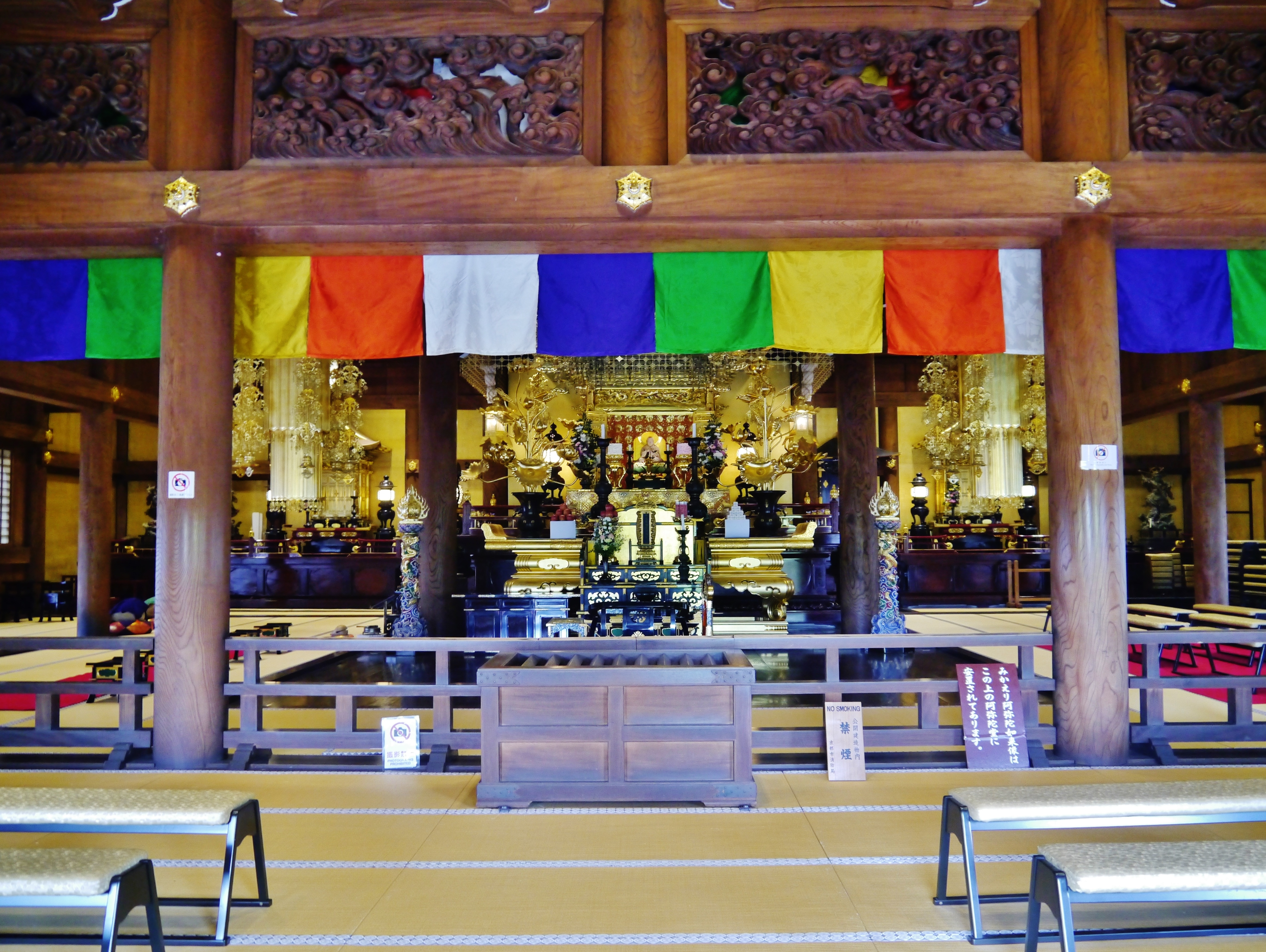
Temple Eikan-dō Zenrin-ji, Kyoto: vue intérieure, un des autels.
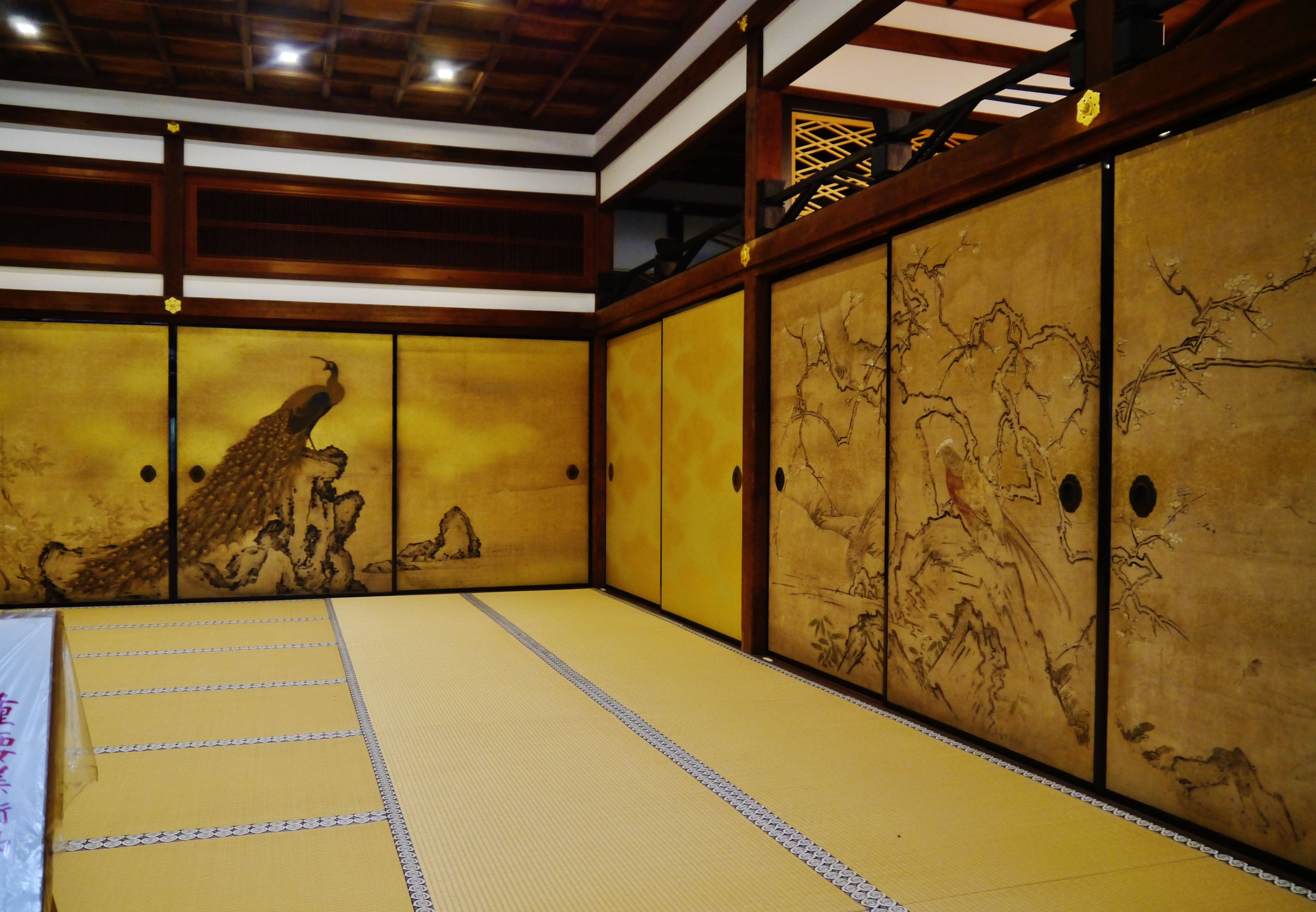
Temple Eikan-dō Zenrin-ji. Panneaux muraux peints par Hara Zaimei (原在明) 1778 – 1844. Sur le panneau du fond on distingue une pivoine et un paon[2].
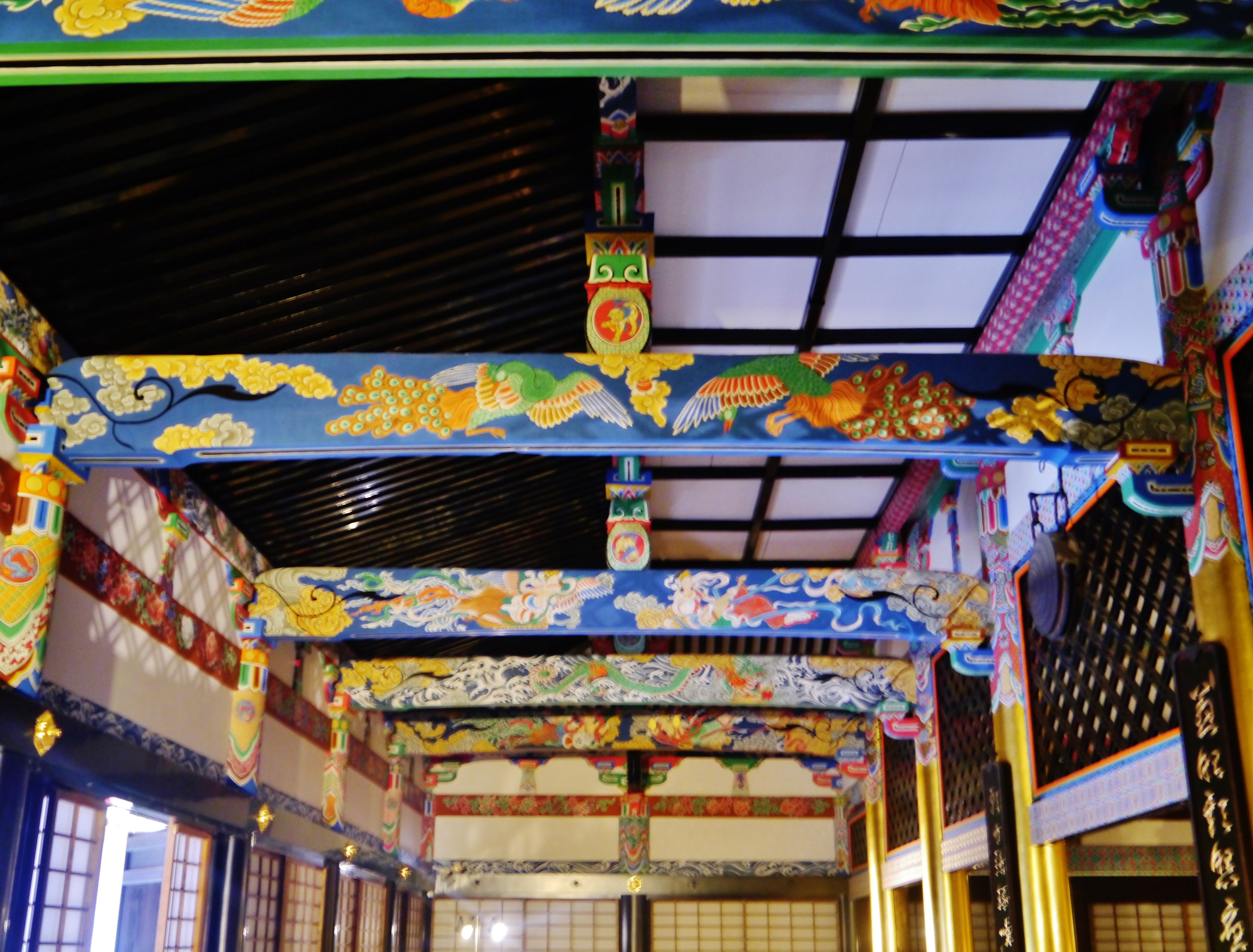
Temple Eikan-dō Zenrin-ji. Poutres peintes, salle du Bouddha Amida.
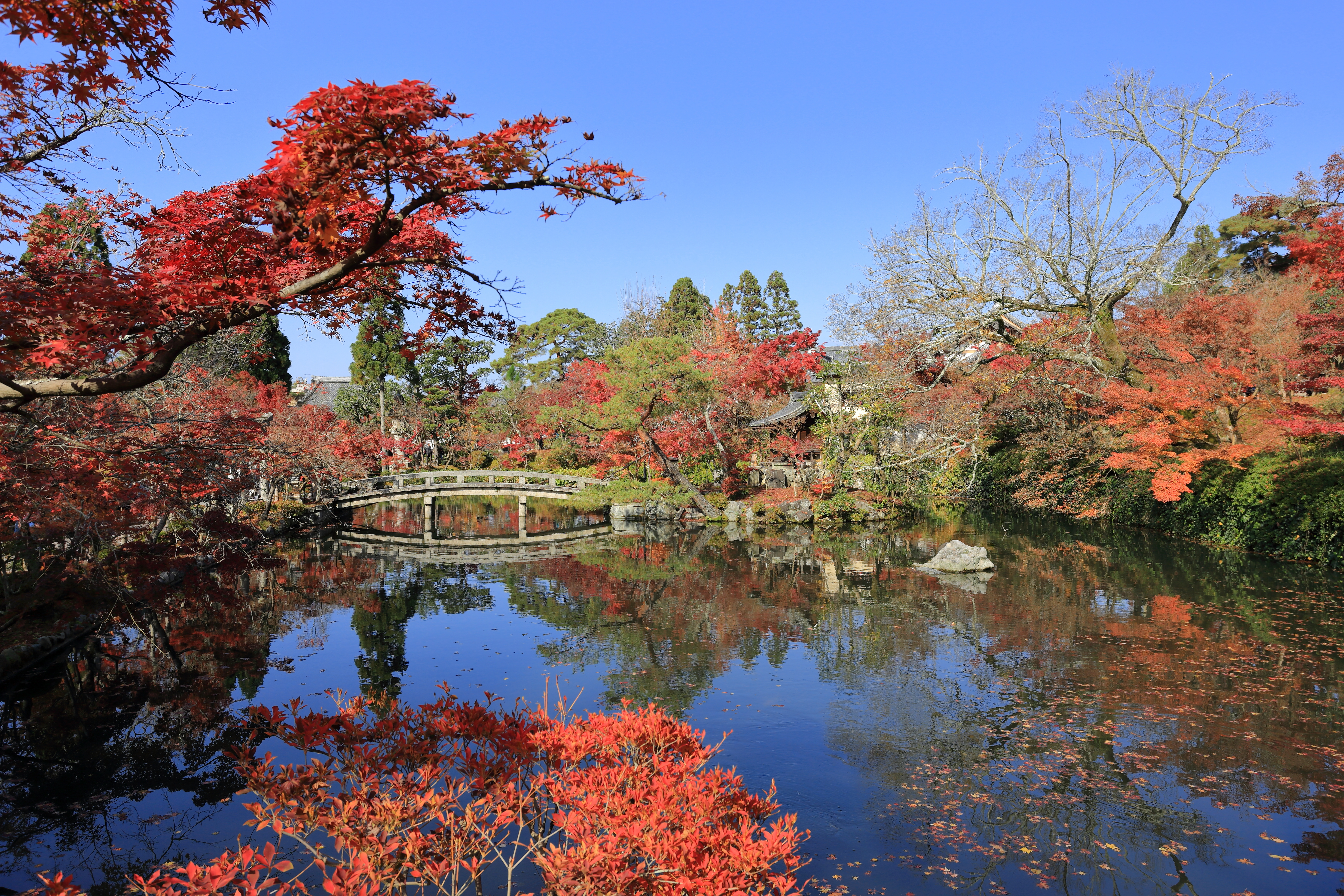
Temple Eikan-dō Zenrin-ji. Vue sur le parc en automne.
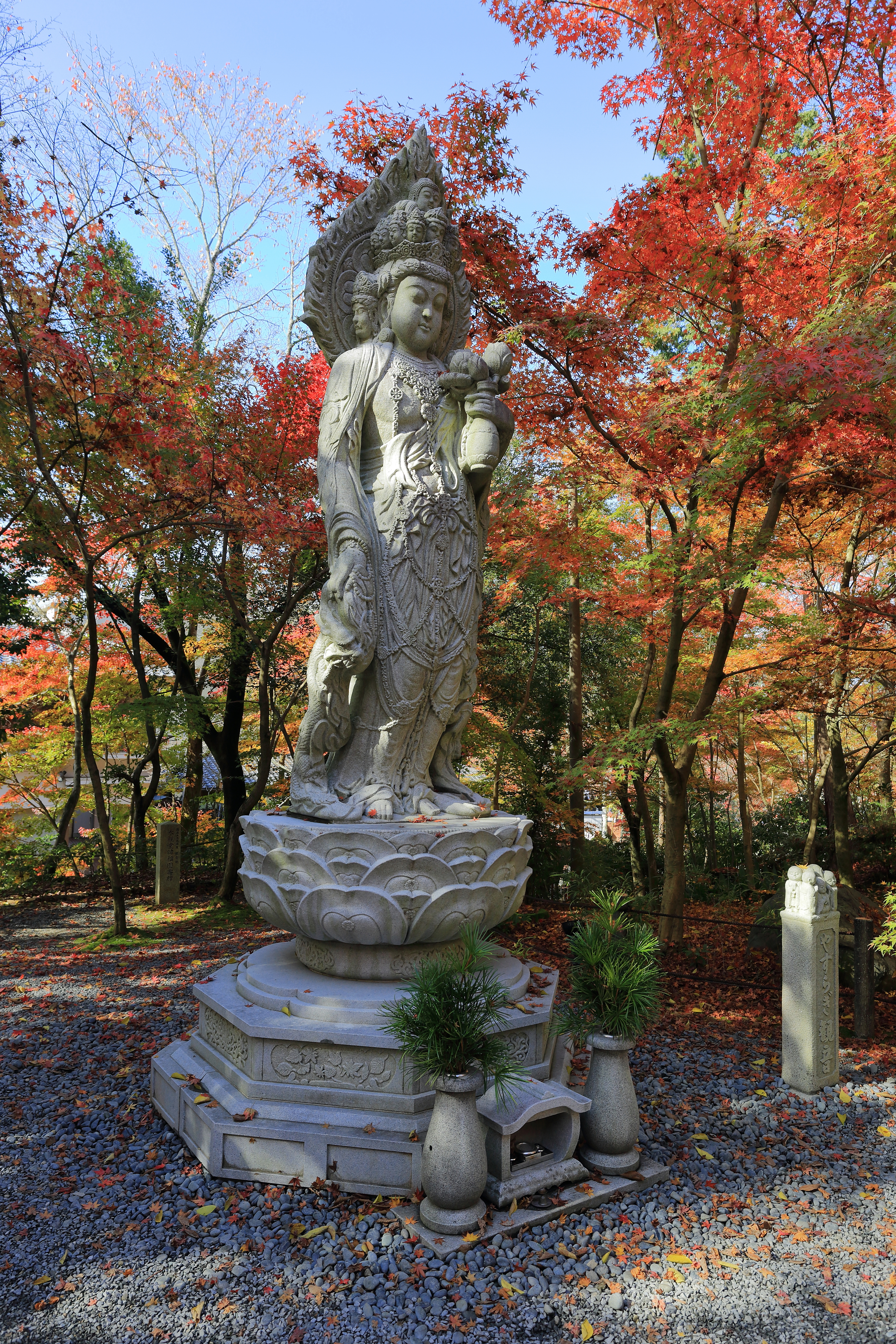
Temple Eikan-dō Zenrin-ji. Statue représentant Kannon.